# Asarum blumei
Asarum blumei är en piprankeväxtart som beskrevs av Pierre Étienne Simon Duchartre. Asarum blumei ingår i släktet hasselörter, och familjen piprankeväxter. Inga underarter finns listade i Catalogue of Life.